# Ancienville
Ancienville is een gemeente in het Franse departement Aisne (regio Hauts-de-France) en telt 70 inwoners (2009). De plaats maakt deel uit van het arrondissement Soissons.

## Geografie
De oppervlakte van Ancienville bedraagt 3,8 km², de bevolkingsdichtheid is dus 18,4 inwoners per km².
De onderstaande kaart toont de ligging van Ancienville met de belangrijkste infrastructuur en aangrenzende gemeenten.

## Demografie
Onderstaande figuur toont het verloop van het inwonertal (bron: INSEE-tellingen).
Vanwege een beveiligingsprobleem met de MediaWiki Graph-software is het momenteel niet mogelijk deze grafiek weer te geven. Zodra de software is bijgewerkt zal de grafiek vanzelf weer zichtbaar worden.
1. ↑  Populations de référence 2022.